# Rytterne församling
Rytterne församling är en församling i Västerås pastorat i Domprosteriet i Västerås stift i Västerås stift i Svenska kyrkan. Församlingen ligger i Västerås kommun i Västmanlands län.

## Administrativ historik
Församlingen bildades 1818 genom sammanläggning av Lilla Rytterne församling och Stora Rytterne församling. Församlingens namn mellan 1940 och 21 oktober 1960 var Ryttern församling.
Församlingen utgjorde ett eget pastorat från 1818 till 1962 för att därefter till 1971 vara annexförsamling i pastoratet Kolbäck, Säby och Rytterne. Från 1971 annexförsamling i pastoratet Dingtuna Västerås-Barkarö, Lillhärad och Rytterne, där Dingtuna och Lillhärad 2006 bildade Dingtuna-Lillhärads församling. Församlingen ingick därefter till 2014 i Dingtuna pastorat. Från 2014 ingår församlingen i Västerås pastorat.

## Organister
| Ämbetstid | Namn                        | Levnadstid | Övrigt                 |
| --------- | --------------------------- | ---------- | ---------------------- |
| 1824-1848 | Olof Lindberg               | 1796-1878  | Organist och klockare. |
| 1848-1854 | Johan Eriksson              | 1824-      | Organist.              |
| 1854-1892 | Karl Sundstedt              | 1826-1892  | Organist.              |
| 1892-1900 | Anders Vilhelm Westman      | 1860-1900  | Organist.              |
| 1901-1926 | Karl Ivan Karlström         | 1868-1926  | Organist.              |
| 1928-     | Lars Herman Verner Holmberg | 1900-      | Organist.              |

## Kyrkor
- Rytterne kyrka